# الصديقان (فلم 1993)
الصديقان هو فيلمٌ مصريٌ أُنتج عام 1993.
هذا الفيلم هو آخر أفلام التي مثلتها هدى رمزي قبل اعتزالها عام 1993.

## قصة الفيلم
سامح (سمير صبري) مذيع نشرة الأخبار في التلفزيون. له صديق هو الضابط حسين (أحمد عبد الوارث). يقوم اللواء جنزوري (أحمد خميس) بتكليف حسين بالقبض على عصابة تُهرّب المخدرات. ينجح حسين في ذلك إلا أن عاطف  (عبد الرحمن حامد)، أحد أفراد العصابة، تمكن من الهروب بعد إصابته بطلق ناري. ولذلك سعى زعيمها مراد بيه  (علي جوهر) للتخلص منه لكي لا يفشي أسراره للشرطة. يلجأ عاطف إلى حسين ليحميه من مراد. لكن عباس (يوسف حسين)، مساعد مراد الذي أرسله لقتل عاطف، يقوم أيضاً بقتل الضابط حسين، وزوجته سهام  (سلوى عثمان)، ويرى هذا المشهد المؤلم الطفل تامر (تامر نعيم) ابن حسين.
يقوم المذيع سامح بتولي أمر الطفل تامر إلى أن يستلمه أحد أفراد أسرته، وترحب خطيبته منى (هدى رمزي) بالفكرة مؤقتاً. يُلقى القبض على عصابة المخدرات. لكن منى تتضايق مع مرور الوقت من وجود تامر لانشغال خطيبها سامح عنها.

## وصلات خارجية
- مقالات تستعمل روابط فنية بلا صلة مع ويكي بيانات
- الصديقان على موقع كاروهات